# Iglesia de Santa María (Tauste)
La iglesia de Santa María es un edificio de la localidad española de Tauste, perteneciente a la provincia de Zaragoza.

## Descripción
Es una iglesia mudéjar situada sobre una loma, en lo más alto de la villa, que domina la desembocadura del río Arba en el Ebro. Comenzada a construir en el siglo XIII y acabada en el siglo XIV —salvo la torre, que corresponde al alminar de la anterior mezquita que ocupaba su solar—, constaba en origen de nave única de tres tramos y ábside semicircular al interior y poligonal al exterior, añadiéndose posteriormente la capilla de la Virgen de Sancho Abarca. Está realizada totalmente en ladrillo aparejado a soga y tizón y cogido con yeso. Al exterior presenta cabecera poligonal de cinco lados que es circular al interior y muros laterales con contrafuertes y las capillas que abren entre ellos sobresaliendo ligeramente en la parte baja.
Sobresale del conjunto la torre, adosada al centro del muro del hastial. De planta octogonal, es uno de los mejores ejemplares de torres mudéjares que se conservan en Aragón, íntimamente relacionada con las de San Pablo de Zaragoza y San Pedro de Alagón con las que también comparte la tipología arcaica de la iglesia. Recientes estudios monográficos, constatan que la torre ya existía cuando se construyó el ábside a principios del siglo XIII, y posteriormente, en el siglo XIV la nave, cuyo hastial se adosó a la torre, ocultando su decoración.
Revisten interés tanto el Retablo Mayor renacentista, del siglo XVI y restaurado en 2007, con arquitectura de Gil Morlanes el Joven, y escultura de Gabriel Yoly y Juan de Salas, como el retablo de la Coronación de María, también restaurado en el mismo año.
Aparece descrita en el decimocuarto volumen del Diccionario geográfico-estadístico-histórico de España y sus posesiones de Ultramar de Pascual Madoz con las siguientes palabras:

igl. parr. (Sta. Maria) servida por un cura de provision real ó del ordinario segun el mes de la vacante, 8 racioneros, 2 beneficiados seculares que son el sacristan mayor y el organista, un capellan secular, un macero y otros dependientes.
(Madoz, 1849, p. 675)

El 3 de junio de 1931, según un decreto del Ministerio de Instrucción Pública y Bellas Artes, la iglesia quedó declarada monumento histórico-artístico perteneciente al Tesoro Nacional.